# Tibor Maracskó
Tibor Maracskó   () és un pentatleta hongarès, ja retirat, que va competir durant la dècada de 1970.
El 1976 va prendre part en els Jocs Olímpics d'Estiu de Montreal, on disputà dues proves del programa de pentatló modern. Junt a Szvetiszláv Sasics i Tamás Kancsal guanyà la medalla de bronze en la competició per equips, mentre en la competició individual fou tretzè. Quatre anys més tard, als Jocs de Moscou, tornà a disputar dues proves del programa de pentatló modern. Junt a Tamás Szombathelyi i László Horváth guanyà la medalla de plata en la competició per equips, mentre en la competició individual fou cinquè.
En el seu palmarès també destaquen cinc medalles en el Campionat del Món de pentatló modern, una d'or, dues de plata i dues de bronze entre el 1973 i 1979, així com tres campionats hongaresos entre el 1973 i 1980.